# 739 هـ
739 هـ هي سنة في التقويم الهجري امتدت مقابلةً في التقويم الميلادي بين سنتي 1338 و1339.

## وفيات
- الخطيب القزويني
- علم الدين البرزالي
- ابن عبد الحق